# Seznam dílů seriálu Vladařova nová škola
Toto je seznam dílů seriálu Vladařova nová škola. Americký animovaný televizní seriál Vladařova nová škola má dvě řady a byl vysílán na stanici Disney Channel v období od ledna 2006 do listopadu 2008.
| Řada | Díly | Premiéra        | Premiéra           | Premiéra v ČR | Premiéra v ČR |
| Řada | Díly | První díl       | Poslední díl       | První díl     | Poslední díl  |
| ---- | ---- | --------------- | ------------------ | ------------- | ------------- |
| 1    | 21   | 27. ledna 2006  | 11. listopadu 2006 |               |               |
| 2    | 31   | 23. června 2007 | 20. listopadu 2008 |               |               |

## Díly

### 1. série (2006)
| 1 | 1  | Rabbit Face                                               | Králičí podoba                                         | David Knott  | Bobs Gannaway                                  | 27. ledna 2006  |
| Kuzco čelí své první hrozbě - ztráty postavení vladaře, když se mu nedaří v tělocviku a jeho učitel mu vyhrožuje, že ho nechá propadnout, pokud nevyhraje závod s Kronkem. Principálka Amzy (která je ve skutečnosti Yzma) však Kronkovi řekne, aby Kuzca proměnil v želvu, aby neměl šanci Kronka porazit, ale Kronk místo toho dá Kuzcovi špatný lektvar a on se promění v králíka. |    |                                                           |                                                        |              |                                                |                 |
| 2 | 2  | Squeakend at Bucky's / Kuzco Fever                        | Zkouška z veverštiny / Kuzco má horečku                | David Knott  | Kevin D. Campbell, Bobs Gannaway               | 28. ledna 2006  |
| Zkouška z veverštiny: Poté, co Kuzco neprošel testem z veverštiny, je nucen nechat se doučovat veverkou Bucky, kterou opravdu nemá rád. Kuzco má horečku: Kuzca už nebaví žít bez luxusu vladaře, a tak předstírá nemoc, aby mohl čerpat z královských peněz. Jeho lež je však odhalena a později se stane skutečně nemocným, což způsobí Yzma. |    |                                                           |                                                        |              |                                                |                 |
| 3 | 3  | Empress Malina / The Adventures of Red-Eyed Tree Frog-Man | Královna Malina / Dobrodružství červenookého rosničáka | Howy Parkins | Kevin D. Campbell, Scott Peterson              | 3. února 2006   |
| Královna Malina: Kuzco se obává, že Malinin pupínek mu zkazí pověst, a tak se ho snaží vyléčit Yzminým lektvarem, ale Malině z toho naroste zobák jako tukanovi. Dobrodružství červenookého rosničáka: Kuzco se stává rosničkou s červenýma očima poté, co ho Yzma promění, a chová se jako superhrdina. |    |                                                           |                                                        |              |                                                |                 |
| 4 | 4  | Hungry, Hungry Llama / Only the Wrong Survive             | Nenasytná lama / Přežijí jen ti špatní                 | Howy Parkins | Kevin D. Campbell, Mark Banker                 | 10. února 2006  |
| Nenasytná lama: Yzma promění Kronka v lamu, aby snědl Kuzcův domácí úkol ve snaze ho donutit propadnout (protože Kuzco si domácí úkoly nikdy neudělal a vymýšlel si směšné výmluvy, aby se nedostal do problémů). Přežijí jen ti špatní: Pan Moleguaco zadá Kuzcovi, Malině a Kronkovi úkol - musí přežít v džungli 24 hodin. |    |                                                           |                                                        |              |                                                |                 |
| 5 | 5  | Cart Wash / Battle of the Bots                            | Mytí vozíků / Souboj robotů                            | David Knott  | Nina Bargiel & Jeremy Bargiel, Kevin Seccia    | 17. února 2006  |
| Mytí vozíků: Kuzco musí mytím vozíků vybrat 100 Kuzkorun na charitu. Yzma ho promění ve slona, aby mu zabránila v mytí vozíků. Souboj robotů: Všichni studenti musí něco vynalézt, aby prošli ročníkem. Aby se Kuzco vyhnul práci, omylem aktivuje Yzmina dřevorobota a poté postaví kamenného robota, aby dřevorobota zničil. |    |                                                           |                                                        |              |                                                |                 |
| 6 | 6  | Girls Behaving Oddly                                      | Ty holky jsou divné                                    | Howy Parkins | Kevin Seccia                                   | 24. února 2006  |
| Malina je naštvaná, protože ji kvůli tomu, že dostala 1-, vyhodili z roztleskávaček. Aby se k ní Kuzco a Kronk připojili, proměnili se v dívky. Hostující hvězda: Grey DeLisle jako Moxie. |    |                                                           |                                                        |              |                                                |                 |
| 7 | 7  | The Lost Kids / The Big Fight                             | Ztracené děti / Velký zápas                            | Howy Parkins | Mark Seidenberg, Scott Peterson                | 3. března 2006  |
| Ztracené děti: Kuzco hlídá Pachovy děti, zatímco Pacha a Chicha jdou na výročí do lázní „Cure All Spa & Hot Springs“, ale děti jim zapomněly dát dárek, a tak odejdou, aniž by to Kuzcovi řekly, a on je teď musí přivést zpět. To se ještě zkomplikuje, když Yzma děti promění v opičky. Velký zápas: Kuzco bojuje s Kavem, školním tyranem, při západu slunce, protože si Kuzco vždycky dělal legraci z Kavovy řeči. Kronk se ho snaží proměnit v gorilu, aby mu pomohl vyhrát, ale omylem ho promění v kočku. Těsně na konci boje Kronk promění Kava v myš. Hostující hvězda: Kevin Michael Richardson jako Kavo |    |                                                           |                                                        |              |                                                |                 |
| 8 | 8  | Kuzclone                                                  | Kuzklon                                                | David Knott  | Bobs Gannaway                                  | 31. března 2006 |
| Kuzclone (Brad Bowllama) se narodí díky Yzmině klonovacímu spreji. Skutečný Kuzco je unesen a podvodník Kuzco mu zničí známky. |    |                                                           |                                                        |              |                                                |                 |
| 9 | 9  | Unfit to Print / The Emperor's New Pet                    | Smyšlené příběhy / Vladařův nový mazlíček              | Howy Parkins | Mark Seidenberg                                | 7. dubna 2006   |
| Smyšlené příběhy: Kuzco se stává redaktorem zpravodajského sborníku akademie, což Malinu rozzlobí, protože Kuzcovy lži jsou zajímavější než její skutečné příběhy. Vladařův nový mazlíček: Kuzco se musí postarat o kotě. Yzma bohužel kotě promění v jaguára. |    |                                                           |                                                        |              |                                                |                 |
| 10 | 10 | Peasant for a Day                                         | Poddaným na jeden den                                  | Howy Parkins | Mark Banker                                    | 21. dubna 2006  |
| Kuzco se musí stát poddaným vesničanem. Mezitím se Kronk stane vladařem. |    |                                                           |                                                        |              |                                                |                 |
| 11 | 11 | Fortune Cookie Day / Gold Fools                           | Koláčkový den / Honba za zlatem                        | David Knott  | Glen Eichler, Kevin Seccia                     | 5. května 2006  |
| Koláčkový den: Kuzco se stává obětí koláčků štěstí. Honba za zlatem: Když Kuzcovy pokusy vydělat peníze na cyklovozítko, které si chce koupit, selžou, obrátí se ke staré legendě o magických tvorech, kteří vám mají údajně odevzdat své zlato, pokud je chytíte. |    |                                                           |                                                        |              |                                                |                 |
| 12 | 12 | The Mystery of Micchu Pachu                               | Záhada Machu Picchu                                    | David Knott  | Ed Scharlach                                   | 12. května 2006 |
| Kuzco, Malina a jeho třída navštíví ruiny Machu Picchu. Kuzco se bojí, ale nedává to najevo. Chce jít domů, ale pokud to udělá, neuspěje a nestane se vladařem. Situace se pro Kuzca a Malinu zhorší, když se objeví kostra mravenečníka a začne všechny terorizovat. Hostující hvězda: Frank Welker jako strašidelný malý stařík. |    |                                                           |                                                        |              |                                                |                 |
| 13 | 13 | Oops, All Doodles / Chipmunky Business                    |                                                        | Howy Parkins | Mark Seidenberg, Kevin D. Campbell a Evan Gore | 24. června 2006 |